# A-train

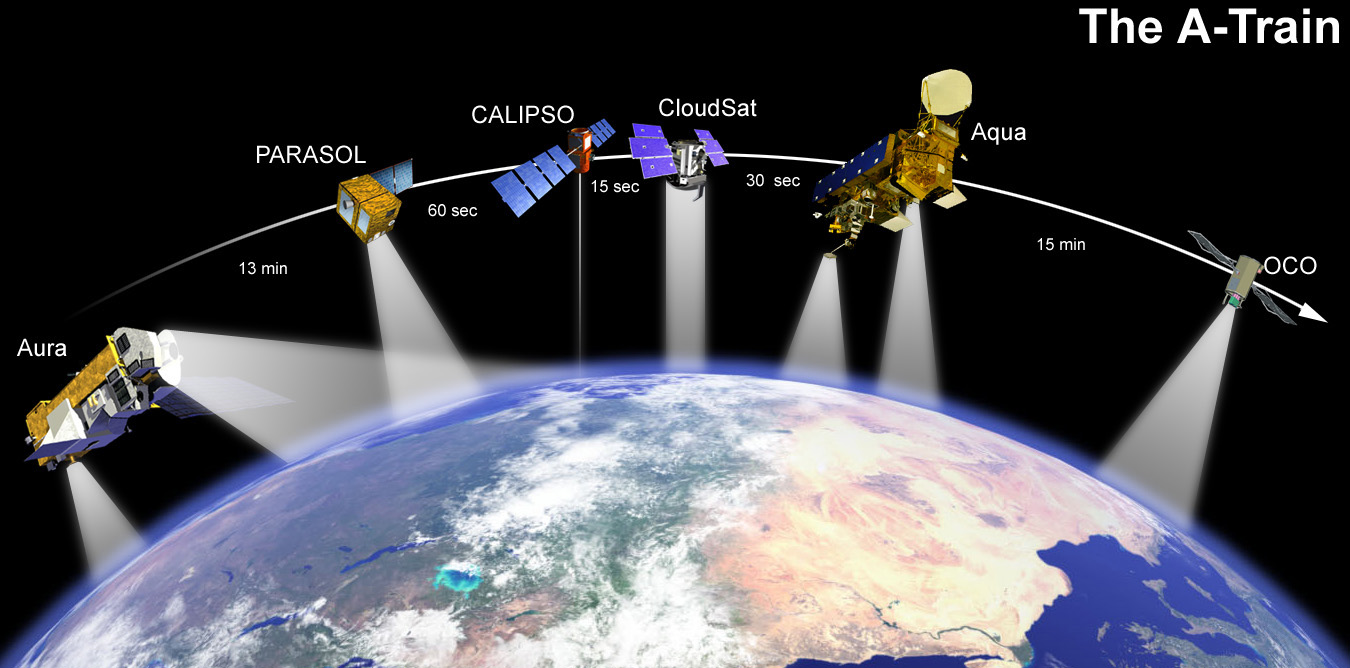
Visão esquemática da constelação de satélites A-train.

A-train (de Afternoon Train) é a denominação de uma constelação de cinco satélites de observação terrestre num consórcio entre Japão, França e Estados Unidos. Eles estão em órbitas heliossíncronas a uma altitude de 690 km.
As órbitas, a 98.14° de inclinação começam a cruzar o equador todos os dias por volta de 13:30 (hora solar), dando nome a constelação; o "A" se refere a "afternoon", "tarde" em inglês. e começam a cruzar o equador novamente no lado da noite da Terra, aproximadamente a 1:30.
Os satélites estão separados por alguns minutos um do outro, assim sendo, o conjunto das suas observações podem ser usadas para construir imagens de alta definição tanto da atmosfera quanto da superfície da Terra.

## Satélites

### Ativos
A constelação atualmente consiste de cinco satélites ativos:
- GCOM-W1 (SHIZUKU), é o líder da formação, lançado pela JAXA em 18 de Maio de 2012.
- Aqua, Segue 4 minutos depois do GCOM-W1, lançado pela NASA em 4 de Maio de 2002.
- CloudSat, uma cooperação entre a NASA e a CSA, segue 2 minutos e 30 segundos depois do Aqua, lançado junto com o CALIPSO em 28 de Abril de 2006.
- CALIPSO, uma cooperação entre a NASA e o CNES, segue o CloudSat a apenas 15 segundos, lançado junto com o CloudSat em 28 de Abril de 2006.
- Aura, um satélite multinacional, segue a pouco mais de 13 minutos do CALIPSO, cruza o equador 8 minutos depois devido a um curso orbital diferente de forma a interagir com o Aqua, lançado pela NASA em 15 de Julho de 2004.

### Encerrados
- PARASOL (Polarization and Anisotropy of Reflectances for Atmospheric Sciences coupled with Observations from a Lidar'),[3] lançado pelo CNES em 18 de Dezembro de 2004; foi movido para uma órbita mais baixa em 2 de Dezembro de 2009[4]

### Falhas
- OCO,[5] destruído por falha no veículo lançador em 24 de Fevereiro de 2009,[6] e teria precedido o Aqua por 15 minutos.
- Glory,[7] falhou durante o lançamento num foguete Taurus XL em 4 de Março de 2011, e teria sido posicionado entre o CALIPSO e o Aura.